# Abercorn (Écosse)
Pour les articles homonymes, voir Abercorn.
Abercorn (en gaélique : Obar Chùirnidh) est un village et une paroisse civile du West Lothian, en Écosse (Royaume-Uni). Situé sur la côte sud de l’estuaire du Firth of Forth, le village est à environ 5 km à l’ouest de South Queensferry.
Il s’agit par ailleurs d’un siège titulaire créé en 1974 sous le nom d’Abercornia (Abercorniensis).